# Tad Stones - Den fortabte eventyrer
Tad Stones - Den fortabte eventyrer (spansk: Las aventuras de Tadeo Jones) er en animationsfilm fra 2012 instrueret af Enrique Gato.

## Danske stemmer
- Robert Hansen som Tad Stones
- Sara Ekander Poulsen som Sara
- Mads Knarreborg som Max Morden
- Henrik Koefoed som Freddy